# Fuchsia summa
Fuchsia summa är en dunörtsväxtart som beskrevs av Paul Edward Berry. Fuchsia summa ingår i släktet fuchsior, och familjen dunörtsväxter. Inga underarter finns listade i Catalogue of Life.